# Basil Morris

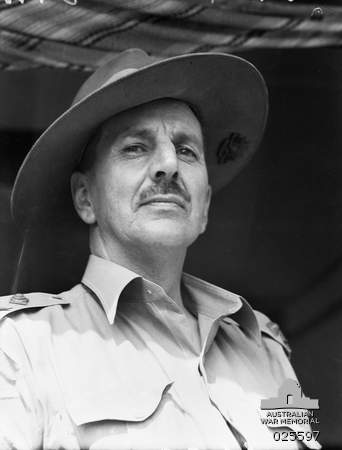
Basil Morris

Basil Moorhouse Morris (* 19. Dezember 1888 in East Melbourne, Victoria; † 5. April 1975 in Beaconsfield, Victoria) war ein australischer Generalmajor. Er diente sowohl im Ersten als auch im Zweiten Weltkrieg. 1942 war er der australische Militäradministrator in Port Moresby. Nach Beginn der japanischen Invasion von Buna-Gona entlang des Kokoda Track verzögerte er den japanischen Vormarsch.

## Leben
Basil Morris wurde 1888 als Sohn von William Edward Morris und der Clara Elizabeth, geborene French, geboren. Durch seine Mutter war er mit Sir John French verwandt, einem prominenten Bankier in New South Wales. Er wurde an der Church of England Grammar School ausgebildet und verbrachte nach Abschluss der Schule ein Jahr an der University of Melbourne, während er am Trinity College wohnte. Er trat der Melbourne Cavalry bei und wechselte am 1. Dezember 1910 in das Royal Australian Artillery Corps. Morris meldete sich im August 1914 nach Beginn des Ersten Weltkriegs freiwillig für die Australian Imperial Force (AIF). Er wurde im Mai 1915 zum Leutnant befördert und zur 'O' Siege Brigade versetzt, in England angekommen, wurde die Brigade in 36. (australische) schwere Artillerie-Gruppe umbenannt. Die Brigade hatte nur zwei Batterien, die 54. und die 55.; Morris tat Dienst in der Letzteren. Ab Februar 1916 wurde er an der Westfront eingesetzt, zunächst bei der 55. Batterie und ab November 1917 im Hauptquartier der Artillerie der 5th Division. Zum Major befördert, befehligte er ab September 1918 die 114. Haubitzen-Batterie, nahm noch an der dem Kriege ein Ende machenden Hunderttageoffensive teil und wurde mit dem Distinguished Service Order ausgezeichnet. Er wurde zudem auch dreimal in Depeschen erwähnt. Morris wurde nach dem Krieg aus der AIF entlassen, wechselte nach seiner Rückkehr nach Australien 1919 zum Generalstabscorps und bekleidete dort in der Zwischenkriegszeit verschiedene Artillerie-, Kommando- und Stabsposten. Am 27. August 1921 heiratete er in der St. Luke's Anglican Church in Christchurch Mrs. Audrey Lewis Cogan, die 20-jährige Tochter eines Buchhalters.
Morris wurde nach Ausbruch des Zweiten Weltkriegs zum Colonel befördert und im November zum Kommandeur der Übersee-Basen ernannt. Er wechselte im Rang eines Brigadiers zum 2. AIF und ging im Dezember 1919 in den Nahen Osten ab.  Nachdem er im Januar 1940 in Palästina angekommen war, begann er mit der Errichtung einer Militär-Basis in Jerusalem, nachdem der ursprünglich vorgeschlagene Standort, Gaza nicht mehr groß genug war.
Im August 1940 wurde Morris zum Verbindungsoffizier des australischen Militärs in Bombay ernannt und mit der Verantwortung für den Aufbau von Beziehungen zu den Militärbehörden in Indien und Ceylon beauftragt. Im folgenden Jahr wurde Morris zum Kommandanten des 8. Militärbezirks ernannt, der das von Australien verwaltete Territorium in Papua umfasste. Nach dem Kriegseintritt des japanischen Kaiserreiches übernahm er Anfang 1942 die Verwaltung des Territoriums, geriet schnell in Konflikt mit dem bisherigen Zivilverwalter Hubert Leonard Murray. Um die abgereisten Zivilisten zu ersetzen, gründete Morris die Australian New Guinea Administrative Unit (ANGAU), die das Gebiet weiterhin regierte. Morris wurde im Januar 1942 zum Brevet-Generalmajor befördert und war mit seinem Kommando in Port Moresby stationiert. Seine verfügbaren Streitkräfte, hauptsächlich schlecht ausgebildete australische Milizen von schlechter Qualität, die schlecht mit den beginnenden Plünderungen fertig wurden, die den japanischen Luftangriffen auf die Stadt Anfang Februar 1942 folgte. Seine Vorgesetzter Offizier und Freund General Sir Thomas Blamey, verteidigte Morris später vor der Kritik an seinem Umgang mit der Miliz während dieser Zeit. Im Juni 1942 wurde Morris vom US-amerikanischen General Douglas MacArthur zu seinen Plänen zur Verteidigung von Kokoda befragt, welches für seinen Wert als Landebahn für die vorrückenden Japaner wichtig war. Zunächst schützte er diese Verbindung nur durch Patrouillen eines verbündeten papuanischen Infanteriebataillons und schickte später das australische 39. Bataillon zu Unterstützung, um Kokoda zu sichern. Ende Juli begannen die japanischen Truppen dann Kokoda anzugreifen. Morris hatte wenig taktisches Geschick und dieser Umstand war zum Teil der Grund, warum er überhaupt zum Kommandeur des 8. Militärbezirks, eines militärischen wenig relevanten Postens, ernannt worden war. Sehr zu Morris’ Erleichterung wurde er als Kommandeur der australischen Streitkräfte in Neuguinea von General Blamey bereits im August 1942 abberufen, die zugleich durch erfahrene Elemente der 2. AIF, die aus Nordafrika zurückgerufen worden waren und mit Generalleutnant Sydney Rowell an der Spitze, erweitert wurden.
Morris übernahm dann für den Rest des Krieges die Verantwortung für die New Guinea Lines of Communication Area. Im September 1944 wurde er während einer Inspektionstour seines Wagens durch den Absturz einer Bristol Beaufort bei Cape Gloucester verletzt. Mit einem gebrochenen Arm musste er von seinem Chauffeur geborgen werden. Morris schied am 19. Oktober 1946 aus der Armee aus und wurde im folgenden Jahr zum Commander of the Order of the British Empire ernannt.
Er lebte danach in Upper Beaconsfield, Victoria und kandidierte noch bei den Landtagswahlen 1947 und 1950 für die Liberal Party für einen Sitz in Victoria und Gippsland, blieb aber beide Male erfolglos. Er starb am 5. April 1975 in Beaconsfield und wurde eingeäschert. Er wurde von seiner Frau Audrey Lewis Cogan und seinen fünf gemeinsamen Töchtern überlebt.